# Elkmont
Elkmont – miasto w Stanach Zjednoczonych, w stanie Alabama, w hrabstwie Limestone. W roku 2023 miasto zamieszkiwało 436 osób, a gęstość zaludnienia wynosiła 103,8 osoby/km².